# Kyselina vinná
Kyselina vinná (2,3-dihydroxybutandiová kyselina, kyselina dihydroxyjantarová, latinsky acidum tartaricum z řeckého tartaros – peklo, název kvůli hořlavosti a korozivním účinkům). Funkční vzorec je HOOC–CH(OH)–CH(OH)–COOH. Kyselina vinná je bezbarvá krystalická látka, dobře rozpustná ve vodě, kyselé chuti. Její soli se nazývají vinany.

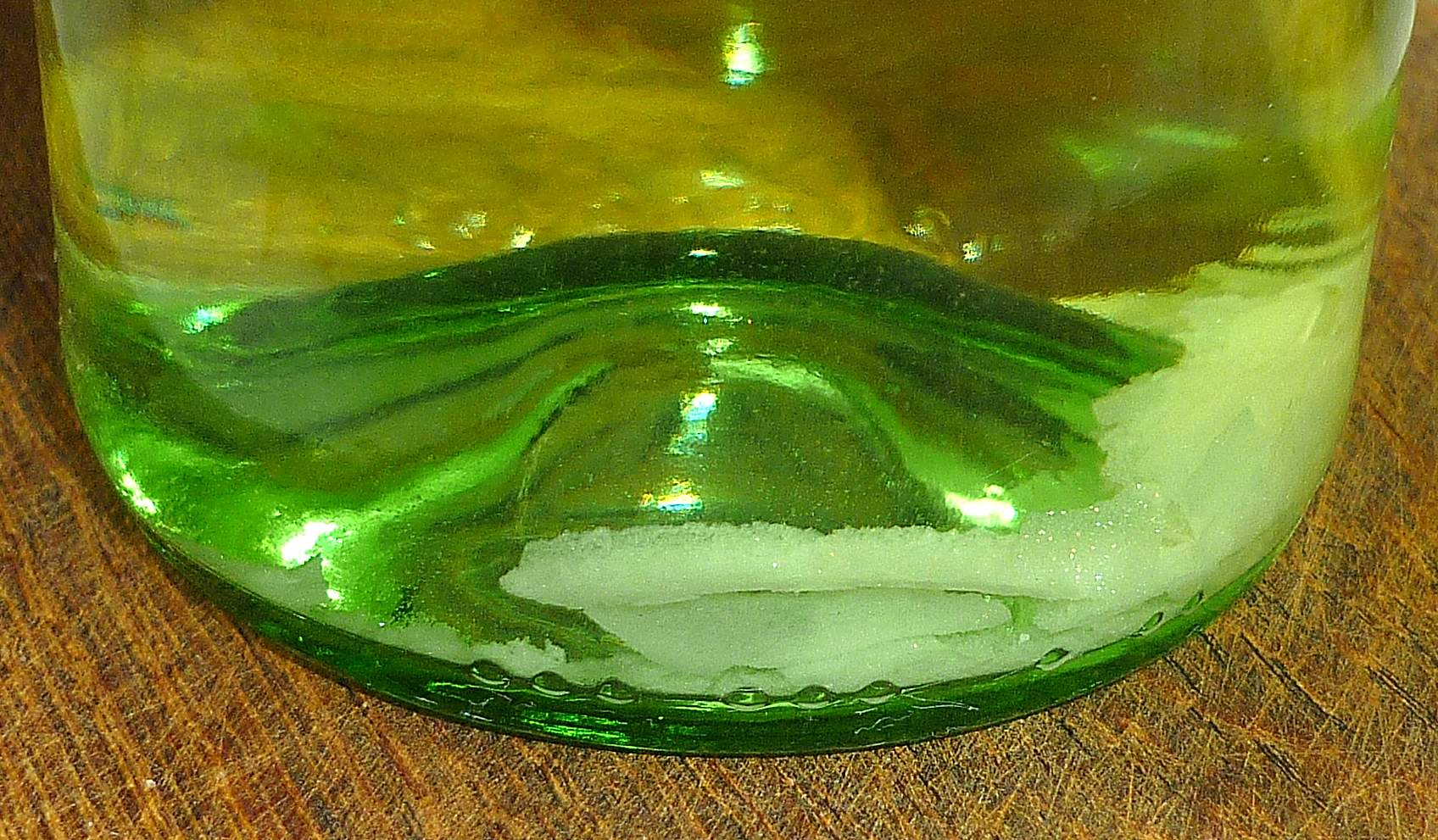
Tvorba vinného kamene v láhvi vína

Kyselina vinná byla vinařům známa po staletí. Již kolem roku 800 byla alchymistou Jabir ibn Hayyanem izolována ze své soli hydrogenvinanu draselného (vinný kámen). Ale až v roce 1769 vyvinul švédský chemik Carl Wilhelm Scheele proces pro její extrakci.
Tato přirozeně se vyskytující krystalická organická kyselina se nachází v mnoha druzích ovoce, zejména ve vinné révě, ale také v banánech, tamarindech a citrusech.
Její sůl hydrogenvinan draselný vzniká při výrobě vína. Kyselina vinná je proto jednou z hlavních kyselin ve víně, které určují její senzorické i další vlastnosti. V EU je schválena jako potravinářská přídatná látka E 334.

## Chiralita

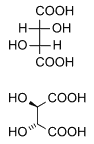
L-vinná kyselina

### Historie
Důležitou roli při objevu chemické chirality hrála právě kyselina vinná. Tato její vlastnost byla poprvé pozorována v roce 1832 Jean-Baptiste Biotem, který objevil její schopnost otáčet polarizovaným světlem. V tomto výzkumu pokračoval Louis Pasteur a v roce 1847 zjistil, že krystaly vinanu sodno-amonného jsou také chirální. Při ručním tříděním různě tvarovaných krystalů Pasteur jako první vyrobil čistý vzorek kyseliny levovinné.

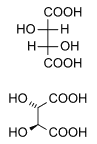
D-vinná kyselina

### Optická aktivita
- Optická aktivita souvisí s vnitřním prostorovým uspořádáním atomů v molekule.
- Opticky aktivní látky stáčejí rovinu polarizovaného monochromatického záření doleva nebo doprava.
- Nejčastějšími opticky aktivními látkami jsou organické sloučeniny uhlíku.

### Chirální molekuly
- Chirální molekuly obsahují asymetrický atom, který se nazývá chirální centrum molekuly. Dvojice takových molekul se k sobě chovají jako předmět a jeho obraz v zrcadle (nebo jako levá a pravá ruka). Tato jejich vlastnost se nazývá chiralita (z řeckého chiros, česky ruka nebo dlaň).
- Centrum chirality je atom, na který jsou ostatní atomy navázány zrcadlově asymetricky. Většinou se jedná o atom uhlíku se čtyřmi různými substituenty. Takový atom uhlíku se nazývá asymetrický uhlík.

Meso-vinná kyselina

### Optické izomery
Dvojice látek, které obsahují asymetrický uhlík a vyskytují se ve dvou formách (předmět - obraz), se nazývají optické izomery (enantiomery nebo optické antipody).
Příkladem takové opticky aktivní látky je kyselina vinná, která se vyskytuje ve třech optických izomerech:
- L-vinná kyselina (konfiguračně L-, opticky pravotočivá, odtud starší název kyselina pravovinná)
- D-vinná kyselina (Konfiguračně D-, opticky levotočivá, odtud starší název kyselina levovinná)
- meso-vinná kyselina (achirální sloučenina, která není opticky aktivní)

Směs stejných množství pravotočivé a levotočivé látky vytváří opticky neaktivní látku (racemát), která polarizační rovinu nestáčí. Právě takovou látkou je opticky neaktivní kyselina hroznová, což je směs stejných množství pravotočivé a levotočivé kyseliny vinné (molekuly kyseliny levovinné a pravovinné jsou svými zrcadlovými obrazy).

## Výskyt
V přírodě je nejvíce rozšířena L-vinná kyselina a racemická kyselina vinná neboli kyselina hroznová. Je obsažena například ve vinných hroznech, ananasu, banánech, tamarindech a citrusech.
Kyselina vinná se obvykle získává jako vedlejší produkt z hroznů při výrobě vína. Při tomto procesu se k vinanu draselnému postupně přidává hydroxid sodný, poté kyselina sírová za vzniku kyseliny vinné.

## Použití
- Kyselina vinná se používá především k úpravě kyselosti ovocných nápojů, vín, cukrovinek, želé, pekařských výrobků, ovocných šťáv, mražených mléčných výrobků.
- Je složkou některých potravinářských barviv.
- Jako kyselá složka je součástí prášku do pečiva,
- Používá se jako emulgátor regulující proces rosolovatění nebo jako zvlhčující látka.
- Má vlastnost vázat železnaté a měďnaté ionty, které katalyzují samovolnou oxidaci tuků, a tím může zabraňovat procesu žluknutí.
- Z kyseliny vinné je odvozen vinan sodno-draselný neboli Seignettova sůl KOOCCH(OH)CH(OH)COONa, která je součástí Fehlingova činidla sloužícího k důkazu redukujících sacharidů.
- Mezi důležité deriváty kyseliny vinné patří emetikum (vinan draselno-antimonitý, při vyšších dávkách dávidlo).

## Nežádoucí účinky
Nejsou známy nežádoucí účinky kyseliny vinné, je považována za bezpečnou látku. V potravinách se vyskytuje jako přirozená složka. Ve velkém množství však může mít projímavé účinky nebo může způsobit zánět žaludku a střev. D-forma kyseliny vinné může při vylučování způsobit vznik a růst krystalů. Přijatelná denní dávka je 0-30 mg/kg tělesné hmotnosti.